# إسماعيل حسني
إسماعيل محمد حسني مفكر ليبرالي مصري، وباحث في الإسلام السياسي ، من مواليد 21 فبراير 1954 في محافظة القاهرة حصل على بكالوريوس تجارة شعبة إدارة أعمال من جامعة القاهرة ثم عمل منذ تخرجه في مجال العقود والمشتريات بشركات النفط في قطاع البترول بدولة الإمارات العربية المتحدة.
انخرط إسماعيل حسني في حركة التحرر المصرية والعربية، وتطوع في صفوف المقاومة الفلسطينية حركة فتح إبان الغزو الإسرائيلي للبنان عام 1978.
ومع نمو تيار الإسلام السياسي في أعقاب الثورة الإيرانية سعى ضمن عدد من نشطاء حركة التحرر إلى إيجاد قواسم مشتركة بين القوى العربية والإسلامية وتحديث الشعارات الإسلامية لتواكب قيم الحداثة وذلك من خلال الانخراط في حركة الجهاد الاسلامي في أفغانستان إلا أن سعيه اصطدم بتغلغل وسيطرة الفكر الرجعي المتطرف في المناطق التي يسيطر عليها المجاهدين، ولم تحقق جهوده نتائج مؤثرة.
إلا أن انخراطه في العمل الإسلامي قد مكنه من من التعرف عن كثب على جذور الفكر السلفي ، والاقتراب من معظم جماعات الإسلام السياسي ، والتعرف على منطلقاتها العقائدية، ودراسة فلسفتها، ومفرداتها، والأدوات التي تقوم من خلالها بالتأثير في أفراد المجتمع واستقطابهم.

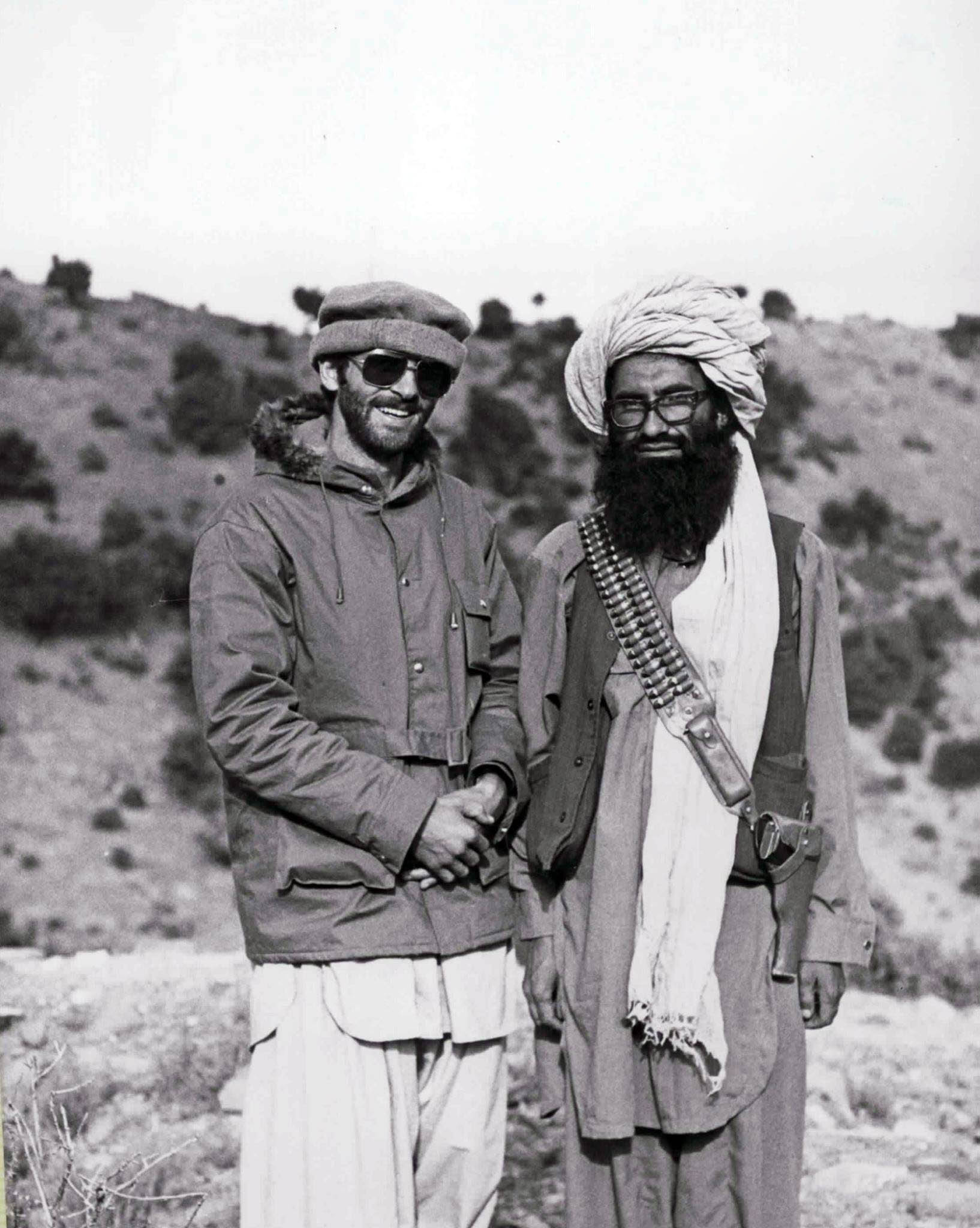
اسماعيل حسني في جبال باكتيا بأفغانستان سنة 1979 مع جلال الدين حقاني

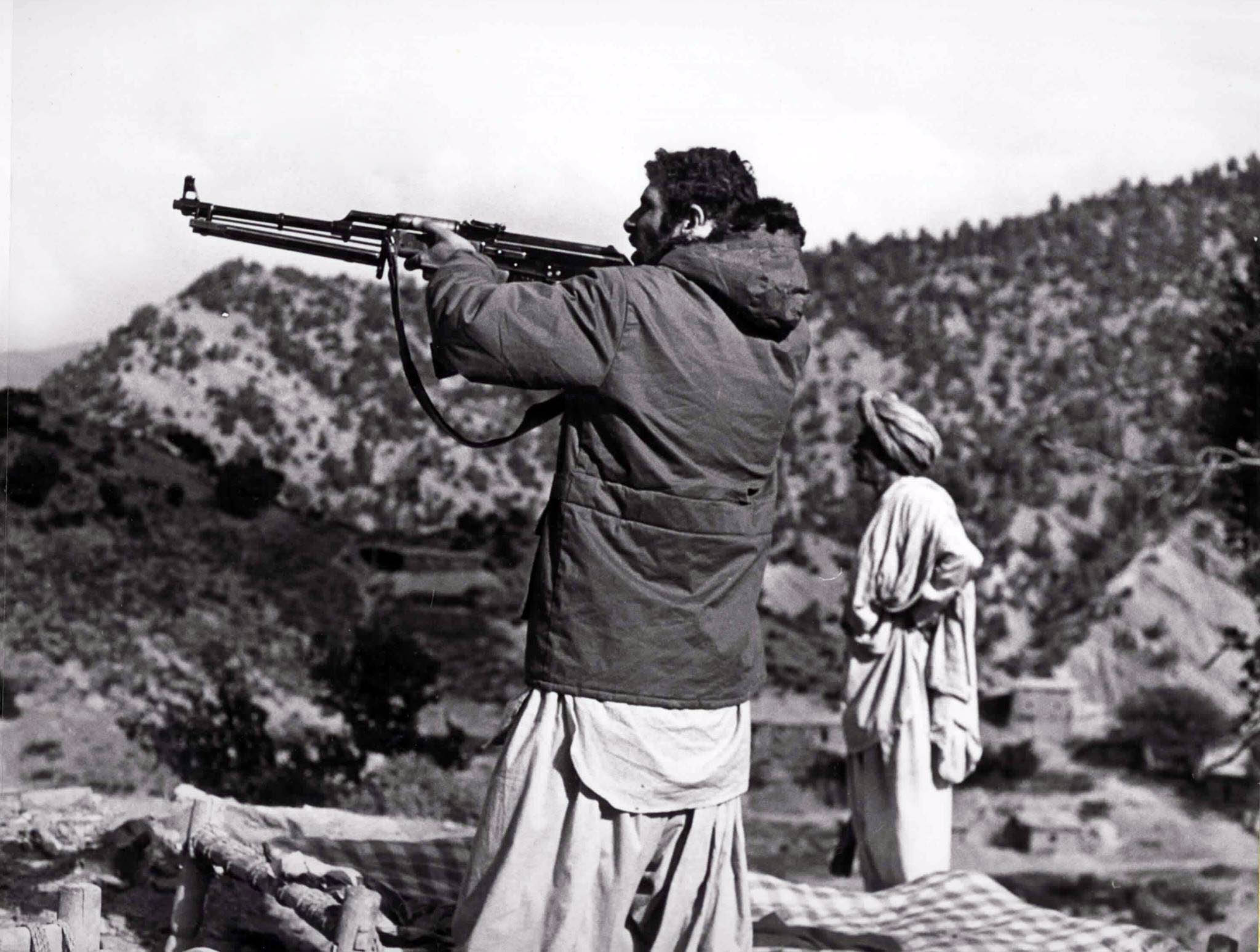
في جبال أفغانستان

## تفسيره للعلمانية
يرى إسماعيل حسني أن الصراع بين العلمانية والدين ليس سوى صراعا وهميا قائم على مغالطات معرفية تنشرها المؤسسات الدينية من أجل المحافظة على وجودها ونفوذها في إدارة شئون المجتمع
فمصطلح العلمانية نشأ من أجل التمييز بين الكهنوت الديني الذي يعمل في خدمة العالم الآخر وبين الأفراد العاديين الذين لا ينتمون إلى الكهنوت والذين يرتزقون من العمل في العالم المادي. وبهذا المعنى يكون كل البشر علمانيون إلا من يختار مفارقة العالم المادي، وعدم الارتزاق من العمل فيه، والتفرغ للعمل في خدمة العالم الآخر في أي دين، أي أن مصطلح العلمانية يعود إلى العالم (وليس إلى العلم كما يتصور البعض) ويصبح صفة يتصف بها كل من يرتزق من العمل في العالم المادي. وتصبح العلمانية هي الانتماء للعالم المادي والعمل على تنظيمه وتطويره باستمرار من أجل تحسين شروط حياة الإنسان فيه وذلك باستخدام القوانين النسبية التي تحكم هذا العالم والفصل بينها وبين القوانين المطلقة التي تحكم العالم الآخر.

## علمانية الإسلام
يرى إسماعيل حسني أن الإسلام بإلغائه للكهنوت الديني قد وضع البذور الأولى للعلمانية في الفكر الإنساني. فإلغاء الكهنوت والوساطة بين الله والإنسان يعني أن أمور الدنيا لم تعد تدار بوحي من السماء، وأن الإنسان عليه أن يعمل عقله في تسيير أمور دنياه، وهذا فصل واضح بين المطلق الديني وبين النسبي الدنيوي تأكد في الحديث النبوي الشريف «ما كان من أمر دينكم فلي، وما كان من أمر دنياكم فأنتم أعلم به». كما فصل الإسلام تماما بين الدين والسياسة، فلم يجعل الإمامة من أصول الدين الثلاثة (الألوهية والنبوة واليوم الآخر) ولم يجعلها من أركان الدين الخمسة بل جعلها من الفروع التي تقبل الاختلاف ووجهات النظر، ولم يشرالقرآن أو السنة نهائيا إلى إسلوب تداول السلطة وإسلوب اختيار الأئمة وعزلهم في تأكيد لا يقبل الشك أن السياسة من أمور الدنيا وليست من أمور الدين. وهناك عشرات الأمثلة في السيرة النبوية وسير الخلفاء الراشدين تؤكد أن الفصل بين المطلق الديني والنسبي الدنيوي هو جوهر الدين الإسلامي والفارق الأساسي بينه وبين غيره من الأديان.
ولقد نشر للكاتب إسماعيل حسني العديد من المقالات والأبحاث في العديد من الصحف والمجلات المصرية والعربية مثل الفجر والبديل واليوم السابع ومجلة روز اليوسف وموقع الحوار المتمدن.

## مؤلفاته
- علمانية الإسلام والتطرف الديني – نقد أيديولوجية شمولية الإسلام من منظور الشريعة والتاريخ وقيم الحداثة": صدر 2009[4]

## من أقواله
العلمانية هي يد العدالة الإلهية التي تسحب غطاء الدين عن السلطة، وتجعلها تقف وحيدة في العراء أمام شعوبها، ليس لها ما تستر به عورتها سوى كفاءتها، وعدلها، وشفافيتها، واحترامها لحقوق مواطنيها، ودفاعها عن أمن الأوطان وسلامتها، فيرتفع مستوى أدائها، ولاتصبح مرتعا للصوص والأفاقين.

طالما عاش الدين في قلوب البشر كان أمناُ وسلاماَ ودفئاَ وطاقة دافعة للخير والمحبة والعطاء ولكن في اللحظة التي يساق فيها الدين خارج موطنه الأصلي وهو القلوب ويجبر على أداء وظائف نسبية لا تتناسب وطبيعته المطلقة يتحول إلى طاقة مدمرة لكل تلك المعاني السامية.

الدين الضعيف هو الذي يحتمي بالسلطة.
الأيديولوجيات الدينية واليسارية تبتعد بالإنسان عن واقعه الحقيقي حيث يتطلب الإنجاز فكرا وعملا وكفاحا لتحلق به في عالم من الأحلام الوردية الغائمة، فيتوهم إمكانية تحقيق الإنجازات عبر تطبيق القوالب النظرية الجامدة، أو بجهود غير بشرية.
مشكلة مصر الحقيقية تكمن فيمن يعبدون المشايخ والكهنة، فمن اعتاد عبادة وتقديس البشر يعبد الحاكم، ويؤلهه، ويفسده، ويتهم المعارضة، ويفت في عضدها. هؤلاء هم قاعدة الإستبداد والحاضنة الشعبية له.
إذا كانت الحرية هي الحياة فمن يأخذها منك لا يمنحك في الحقيقة سوى الموت.

## حوارات صحفية
حوار مع الباحث في الإسلام السياسى «إسماعيل حسنى» يروى حكايتة وتحوله من السلفية لليبرالية 

## بعض مقالاته المنشورة
- هل مصر على أعتاب دولة أيديولوجية – اليوم السابع

```
عشرة محاذير للمرجعية الدينية- اليوم السابع 
الدولة الدينية – مجلة روزاليوسف 
[
6
]
```

- وهم الخصوصية الإسلامية- مجلة روزاليوسف [7]

```
أبو إسحاق الحويني ينتصر على شيخ الأزهر والمفتي في مجلس الدولة 
[
8
]
```

- وهم تفوقنا الأخلاقي- مجلة روزاليوسف [9]
- تلاميذ القاعدة في مصر- مجلة روزاليوسف [10]
- الفصل بين الدين والأخلاق .. ممكن – مجلة روزاليوسف [10]

```
أخلاقنا مصدرها العقل وليس الدين- مجلة روزاليوسف 
[
11
]
```

- أخلاقنا عقبة في طريق المستقبل- مجلة روزاليوسف [12]
- الوطن الوهمى كرة قدم.. ونقاب وحجاب.. وستار أكاديمى – مجلة روزاليوسف [13]
- قراءة في طالع الوطن- مجلة روزاليوسف [14]
- هل أصبحت الدولة المصرية أرضا خصبة لنمو الطائفية؟ - مجلة روزاليوسف [15]

```
رسالة مفتوحة لشيخ الأزهر- مجلة روزاليوسف 
[
16
]
```

- فصل الخطاب في بدعة الحجاب والنقاب- مجلة روزاليوسف [17]
- صدر الإسلام لم يعرف الحجاب والنقاب- مجلة روزاليوسف [17]
- مشروع سليم العوا : حكومة أفندية ترأسها حكومة مشايخ- مجلة روزاليوسف [18]
- سيرة الرسول الاجتماعية- مجلة روزاليوسف [19]
- فمن شاء فليؤمن.. ومن شاء فليكفر- مجلة روزاليوسف [20]
- ألا إنهم هم المفسدون ولكن لا يشعرون- مجلة روزاليوسف [21]

## دراسات عن أعمال المؤلف
```
 مجددون جدد: بقلم د. رفعت السعيد 
[
22
]

 ولكن / العلمانية... والإسلام : بقلم عبد الله كمال - رئيس تحرير روزاليوسف الأسبق 
[
23
]
```